# Rédly Elemér
Nemespanni Rédly Elemér (Budapest, 1934. november 6. – Győr, 2022. február 22.) plébános, teológiai tanár.

## Élete
Rédly Pál és Császár Margit harmadik gyermeke, testvérei a második világháború alatt elhunytak.
1958. június 15-én szentelték pappá. 1959. március 9-én a püspöki karnak levelet adtak át, amelyben tiltakoztak a békegyűlésekről távol maradt 14 kispap kizárása ellen. Március 18-án a Hittudományi Akadémia VI. évfolyamának hallgatójaként 84 társával együtt kizárták az Akadémiáról, amiért nem vonták vissza a levelet.
Elbocsátása után csatlakozott ahhoz a csoporthoz, amely Tabódy István vezetésével megszervezte az elbocsátott kispapok illegális továbbképzését. Emiatt 1961. február 6-án letartóztatták, június 30-án szervezkedésben való részvétel vádjával mint első rendű vádlottat 3 év 6 hónapra ítélték. Tabódy István ügyét külön tárgyalták. A gyűjtőfogházból 1963. március 28-án közkegyelemmel szabadult.
1980-ban teológiai doktor lett. 1998-tól a győri Hitoktatóképző Tanfolyam igazgatója és a Győri Papnevelő Intézet teológiai tanára.
1964-től Gyömörén, 1967-től Csornán, 1971-től a győri Kármelhegyi Boldogasszony lelkészségen káplán, 1977-től Vértesszőlősön, 1994-től Sopronban plébános. 2004-től Győr-Szabadhegy plébánosa.

## Elismerései
- 2002 Szent Gellért-díj arany fokozata
- 2008 Szent László-érem (Győr)
- 2011 Parma fidei-díj[5]

## Művei
- Lásd: bjhf.hu
- Isten kegyelméből. Emlékeimből; Szt. István Társulat, Bp., 2014